# Amaury Simon
Amaury Simon est un industriel et homme politique français né le 27 mai 1842 à Redon (Ille-et-Vilaine) et décédé le 19 mai 1912 à Mantes-la-Jolie (Seine-et-Oise).

## Biographie
Amaury Joseph Simon est le fils de Joseph François Simon et de Céline Dréo.
Négociant, armateur et industriel, président du conseil d'administration de la Société des ardoises à Rochefort-en-Terre et capitaine de mobiles de la Loire-Inférieure pendant la guerre franco-allemande de 1870, Amaury Simon est vice-président de la Chambre de commerce de Rennes (1895-1906), membre de la chambre de commerce de Nantes et président de la Chambre de commerce de Saint-Nazaire (1908-).
Conseiller municipal de Malansac (1870-1872) puis maire de Saint-Nicolas-de-Redon (1872-1912), conseiller général du Morbihan pour le canton de Rochefort-en-Terre (1867-1871) puis de la Loire-Inférieure pour le canton de Saint-Nicolas-de-Redon (1877-1901), il est député de la Loire-inférieure de 1893 à 1898. Rallié, il se déclare, du point de vue économique, résolument protectionniste, considérant l'agriculture comme la principale source de richesse.

## Sources
- « Amaury Simon », dans le Dictionnaire des parlementaires français (1889-1940), sous la direction de Jean Jolly, PUF, 1960 [détail de l’édition]